# Bramham
Bramham är en ort i Storbritannien.   Den ligger i distriktet Leeds i grevskapet West Yorkshire i riksdelen England, i den centrala delen av landet, 280 km norr om huvudstaden London. Bramham ligger 35 meter över havet och antalet invånare är 1 606.
Terrängen runt Bramham är platt. Runt Bramham är det mycket tätbefolkat, med 1 177 invånare per kvadratkilometer. Närmaste större samhälle är Leeds, 15,8 km sydväst om Bramham. Trakten runt Bramham består till största delen av jordbruksmark.